# Diogo Mesquita
Diogo Mesquita (Lisboa, 24 de março de 1983) é um ator e dobrador português.

## Biografia
O seu percurso artístico teve início, quando ingressou na Escola Profissional de Teatro de Cascais, no ano 2000, depois de ter saído de um curso de Desporto. Em 2004, formou-se, sendo premiado com o prémio Zita Duarte. Foi aluno de Carlos Avilez, João Vasco e José Costa Reis.
Desde 2005, tem integrado o elenco de inúmeras peças de Teatro, apresentadas pelo Teatro Experimental de Cascais, Auditório Municipal Eunice Muñoz, Teatro Nacional D. Maria II, Teatro Villaret, Auditório Municipal Amélia Rey Colaço, Grande Auditório da Fundação Calouste Gulbenkian, Teatro Aberto, Teatro da Trindade.
Em 2009, participou na Mostra Internacional de Teatro de Oeiras 2009, no Auditório Municipal Ruy de Carvalho.
Carlos Avilez, Pedro Pinheiro, Paulo Ferreira, Cláudio Hochman, António Terra, Paulo Matos, Amauri Tangará e João Lourenço são encenadores com os quais já trabalhou.
Em televisão, participou na série infantil Ilha das Cores, tem integrado os elencos de várias telenovelas e realizou dobragens para títulos como Carros, Ratatui, Zootrópolis, Hannah Montana e Violetta.
Em publicidade, possui destaque na campanha da Worten O Clube dos Preços Baixos, realizada entre 2011 e 2013.
Integra a PALCO13, desde a sua génese, onde tem colaborado como ator.
Em 2022, integrou os elencos de O Beijo da Mulher Aranha e O Diário de Anne Frank, peças apresentadas no Teatro da Trindade, em Lisboa.

## Televisão
| Ano       | Projeto                    | Papel          | Canal | Notas            | Ref.ª         |
| --------- | -------------------------- | -------------- | ----- | ---------------- | ------------- |
| 2007      | Ilha das Cores             | Manuel         | RTP   | Elenco principal | [ 6 ]         |
| 2012      | Morangos com Açúcar        | Duarte Romeu   | TVI   | Participação     | —             |
| 2014-2015 | Mulheres                   | Óscar Marques  | TVI   | Elenco principal | —             |
| 2015-2016 | Coração d'Ouro             | Inspetor       | SIC   | Elenco adicional | —             |
| 2017      | A Criação                  | Urso           | RTP   | Elenco principal | [ 7 ] [ 8 ]   |
| 2018-2019 | Valor da Vida              | Sobral         | TVI   | Elenco Adicional | [ 9 ]         |
| 2019-2020 | Prisioneira                | Bashir Ibrahim | TVI   | Elenco principal | [ 10 ] [ 11 ] |
| 2021      | O Clube                    | Cláudio        | SIC   | Elenco adicional | —             |
| 2023      | Morangos com Açúcar (2023) |                | TVI   | Elenco adicional |               |
| 2025      | Vizinhos Para Sempre       | Choné          | TVI   | Elenco adicional |               |

## Cinema
| Ano  | Título                        | Papel            | Ref.ª  |
| ---- | ----------------------------- | ---------------- | ------ |
| 2007 | Hora Sagrada (curta-metragem) | Afonso           | —      |
| 2016 | A Mãe é que Sabe              | Médico           | [ 12 ] |
| 2017 | Íris (curta-metragem)         | Pide #1          | —      |
| 2021 | O Som Que Desce na Terra      | Capitão Fernades | —      |
| 2022 | Salgueiro Maia - O Implicado  | Cardoso          | —      |